# Grand Prix de l'Escaut 2024
Pour la course féminine, voir Grand Prix de l'Escaut féminin 2024.
La 112e édition du Grand Prix de l'Escaut (en néerlandais : Scheldeprijs) a lieu le 3 avril 2024 aux Pays-Bas et en Belgique. Cette course cycliste fait partie du calendrier UCI ProSeries 2024 en catégorie 1.Pro.

## Présentation

### Parcours
Le départ a lieu sur la place de l'Hôtel de Ville de Terneuzen aux Pays-Bas (Zélande) et l'arrivée à Schoten en Belgique (province d'Anvers) après un parcours plat de 205,3 kilomètres. Les coureurs passent la frontière belgo-néerlandaise après 75 kilomètres. La course se termine par un circuit local de 16,7 kilomètres à accomplir trois fois. Ce circuit passe par la Broekstraat, un secteur pavé de 1700 mètres et la ligne d’arrivée se situe sur la Churchilllaan à Schoten, dans la banlieue nord-est de la ville d'Anvers.

### Équipes
22 équipes participent à ce Grand Prix de l'Escaut - 11 WorldTeams, 9 ProTeams et 2 équipes continentales :
| WorldTeams (11)- Alpecin-Deceuninck - Arkéa-B&B Hotels - Astana Qazaqstan Team - Bora-Hansgrohe - Cofidis - Intermarché-Wanty - Lidl-Trek - Soudal Quick-Step - Team dsm-firmenich PostNL - Team Jayco AlUla - UAE Team Emirates ProTeams (9)- Bingoal WB - Israel-Premier Tech - Lotto Dstny - Q36.5 Pro Cycling Team - TDT-Unibet - Team Flanders-Baloise - TotalEnergies - Tudor Pro Cycling Team - Uno-X Mobility Équipes continentales (2)- BEAT Cycling - Tarteletto-Isorex |
| |

### Favoris
Les sprinteurs sont traditionnellement les vainqueurs du Grand Prix. Les deux principaux favoris sont les Belges Jasper Philipsen, tenant du titre et récent vainqueur de Milan - San Remo et de la Classic Bruges-La Panne et Tim Merlier, victorieux cette saison à la Nokere Koerse et de trois étapes du Tour des Émirats arabes unis. De nombreux autres sprinteurs ont aussi une réelle chance de victoire parmi lesquels Gerben Thijssen, Luca Mozzato, Sam Welsford, Dylan Groenewegen, Sebastián Molano, Hugo Hofstetter, Arvid de Kleijn, Timothy Dupont, Arne Marit, Danny van Poppel et Casper van Uden.

## Récit de la course
Le Belge Liam Slock (Lotto Dstny), le dernier des cinq échappés en tête depuis le début de la course, est repris à huit kilomètres de l'arrivée. La victoire se joue au sprint. Tim Merlier, parti de loin, gagne en puissance avec une avance confortable sur Jasper Philipsen qui réduisait son retard.

## Classements

### Classement final
| \| Classement général \| Classement général \| Classement général \| Classement général \| Classement général \| \| Coureur \| Coureur \| Pays \| Équipe \| Temps \| \| ------------------ \| ------------------ \| ------------------ \| ---------------------- \| ------------------ \| \| 1er \| Tim Merlier \| Belgique \| Soudal Quick-Step \| 4 h 17 min 04 s \| \| 2e \| Jasper Philipsen \| Belgique \| Alpecin-Deceuninck \| + 0 s \| \| 3e \| Dylan Groenewegen \| Pays-Bas \| Team Jayco AlUla \| + 0 s \| \| 4e \| Cees Bol \| Pays-Bas \| Astana Qazaqstan Team \| + 0 s \| \| 5e \| Hugo Hofstetter \| France \| Israel-Premier Tech \| + 0 s \| \| 6e \| Søren Wærenskjold \| Norvège \| Uno-X Mobility \| + 0 s \| \| 7e \| Sam Welsford \| Australie \| Bora-Hansgrohe \| + 0 s \| \| 8e \| Matteo Moschetti \| Italie \| Q36.5 Pro Cycling Team \| + 0 s \| \| 9e \| Madis Mihkels \| Estonie \| Intermarché-Wanty \| + 0 s \| \| 10e \| Matteo Trentin \| Italie \| Tudor Pro Cycling Team \| + 0 s \| |                   |           |                        |                 |
| |                   |           |                        |                 |
| Source : ProCyclingStats |                   |           |                        |                 |
| Classement général |                   |           |                        |                 |
| Coureur | Coureur           | Pays      | Équipe                 | Temps           |
| 1er | Tim Merlier       | Belgique  | Soudal Quick-Step      | 4 h 17 min 04 s |
| 2e | Jasper Philipsen  | Belgique  | Alpecin-Deceuninck     | + 0 s           |
| 3e | Dylan Groenewegen | Pays-Bas  | Team Jayco AlUla       | + 0 s           |
| 4e | Cees Bol          | Pays-Bas  | Astana Qazaqstan Team  | + 0 s           |
| 5e | Hugo Hofstetter   | France    | Israel-Premier Tech    | + 0 s           |
| 6e | Søren Wærenskjold | Norvège   | Uno-X Mobility         | + 0 s           |
| 7e | Sam Welsford      | Australie | Bora-Hansgrohe         | + 0 s           |
| 8e | Matteo Moschetti  | Italie    | Q36.5 Pro Cycling Team | + 0 s           |
| 9e | Madis Mihkels     | Estonie   | Intermarché-Wanty      | + 0 s           |
| 10e | Matteo Trentin    | Italie    | Tudor Pro Cycling Team | + 0 s           |

### Classements UCI
La course attribue des points au classement mondial UCI 2024 selon le barème suivant :
| Position           | 1er | 2e  | 3e  | 4e  | 5e | 6e | 7e | 8e | 9e | 10e | 11e | 12e | 13e | 14e | 15e | 16e à 30e | 31e à 40e |
| Classement général | 200 | 150 | 125 | 100 | 85 | 70 | 60 | 50 | 40 | 35  | 30  | 25  | 20  | 15  | 10  | 5         | 3         |

## Liste des participants
| Alpecin-Deceuninck ADC | Alpecin-Deceuninck ADC  | Alpecin-Deceuninck ADC |
| ---------------------- | ----------------------- | ---------------------- |
| Num                    | Coureur                 | Pos                    |
| 1                      | Jasper Philipsen (BEL)  | 2e                     |
| 2                      | Simon Dehairs (BEL)     | 27e                    |
| 3                      | Robbe Ghys (BEL)        | 132e                   |
| 4                      | Kaden Groves (AUS)      | 107e                   |
| 5                      | Edward Planckaert (BEL) | 84e                    |
| 6                      | Senne Leysen (BEL)      | 99e                    |
| 7                      | Ramon Sinkeldam (NED)   | 83e                    |

| Soudal Quick-Step SOQ | Soudal Quick-Step SOQ    | Soudal Quick-Step SOQ |
| --------------------- | ------------------------ | --------------------- |
| Num                   | Coureur                  | Pos                   |
| 11                    | Tim Merlier (BEL)        | 1er                   |
| 12                    | Gianni Moscon (ITA)      | 44e                   |
| 13                    | Casper Pedersen (DEN)    | 97e                   |
| 14                    | Luke Lamperti (USA)      | 42e                   |
| 15                    | Bert Van Lerberghe (BEL) | 36e                   |
| 16                    | Warre Vangheluwe (BEL)   | 135e                  |
| 17                    | Jordi Warlop (BEL)       | 103e                  |

| Intermarché-Wanty IWA | Intermarché-Wanty IWA           | Intermarché-Wanty IWA |
| --------------------- | ------------------------------- | --------------------- |
| Num                   | Coureur                         | Pos                   |
| 21                    | Gerben Thijssen (BEL)           | AB                    |
| 22                    | Huub Artz (NED)                 | 22e                   |
| 23                    | Madis Mihkels (EST)             | 9e                    |
| 24                    | Arne Marit (BEL)                | AB                    |
| 25                    | Baptiste Planckaert (BEL)       | 95e                   |
| 26                    | Gijs Van Hoecke (BEL)           | 57e                   |
| 27                    | Roel van Sintmaartensdijk (NED) | 60e                   |

| Arkéa-B&B Hotels ARK | Arkéa-B&B Hotels ARK   | Arkéa-B&B Hotels ARK |
| -------------------- | ---------------------- | -------------------- |
| Num                  | Coureur                | Pos                  |
| 31                   | Luca Mozzato (ITA)     | 17e                  |
| 32                   | Jenthe Biermans (BEL)  | 35e                  |
| 33                   | Donavan Grondin (FRA)  | 37e                  |
| 34                   | Lucas Janssen (NED)    | 59e                  |
| 35                   | Daniel McLay (GBR)     | 19e                  |
| 36                   | Florian Sénéchal (FRA) | NP                   |
| 37                   | Miles Scotson (AUS)    | 110e                 |

| Bora-Hansgrohe BOH | Bora-Hansgrohe BOH     | Bora-Hansgrohe BOH |
| ------------------ | ---------------------- | ------------------ |
| Num                | Coureur                | Pos                |
| 41                 | Sam Welsford (AUS)     | 7e                 |
| 42                 | Nico Denz (GER)        | 113e               |
| 43                 | Marco Haller (AUT)     | 119e               |
| 44                 | Emil Herzog (GER)      | 137e               |
| 45                 | Filip Maciejuk (POL)   | 89e                |
| 46                 | Ryan Mullen (IRL)      | 114e               |
| 47                 | Danny van Poppel (NED) | 25e                |

| Cofidis COF | Cofidis COF                 | Cofidis COF |
| ----------- | --------------------------- | ----------- |
| Num         | Coureur                     | Pos         |
| 51          | Stanisław Aniołkowski (POL) | 28e         |
| 52          | Piet Allegaert (BEL)        | 11e         |
| 53          | Aimé De Gendt (BEL)         | 104e        |
| 55          | Christophe Noppe (BEL)      | 78e         |
| 56          | Alexis Renard (FRA)         | 33e         |
| 57          | Ludovic Robeet (BEL)        | 127e        |

| Lidl-Trek LTK | Lidl-Trek LTK               | Lidl-Trek LTK |
| ------------- | --------------------------- | ------------- |
| Num           | Coureur                     | Pos           |
| 61            | Edward Theuns (BEL)         | 21e           |
| 62            | Tim Declercq (BEL)          | 93e           |
| 63            | Jakob Söderqvist (SWE)      | 120e          |
| 64            | Daan Hoole (NED)            | 111e          |
| 65            | Tim Torn Teutenberg (GER)   | 32e           |
| 66            | Mathias Vacek (CZE) (route) | 90e           |
| 67            | Otto Vergaerde (BEL)        | 91e           |

| Team dsm-firmenich PostNL DFP | Team dsm-firmenich PostNL DFP | Team dsm-firmenich PostNL DFP |
| ----------------------------- | ----------------------------- | ----------------------------- |
| Num                           | Coureur                       | Pos                           |
| 71                            | Casper van Uden (NED)         | 18e                           |
| 72                            | Pavel Bittner (CZE)           | 94e                           |
| 73                            | Benjamin Peatfield (GBR)      | 73e                           |
| 74                            | Niklas Märkl (GER)            | 46e                           |
| 75                            | Tim Naberman (NED)            | 124e                          |
| 76                            | Frank Aron Ragilo (EST)       | 77e                           |
| 77                            | Bram Welten (NED)             | 71e                           |

| Team Jayco AlUla JAY | Team Jayco AlUla JAY        | Team Jayco AlUla JAY |
| -------------------- | --------------------------- | -------------------- |
| Num                  | Coureur                     | Pos                  |
| 81                   | Dylan Groenewegen (NED)     | 3e                   |
| 82                   | Amund Grøndahl Jansen (NOR) | AB                   |
| 83                   | Luka Mezgec (SLO)           | 26e                  |
| 84                   | Kelland O'Brien (AUS)       | 126e                 |
| 85                   | Blake Quick (AUS)           | 39e                  |
| 86                   | Elmar Reinders (NED)        | 50e                  |
| 87                   | Max Walscheid (GER)         | 69e                  |

| UAE Team Emirates UAD | UAE Team Emirates UAD      | UAE Team Emirates UAD |
| --------------------- | -------------------------- | --------------------- |
| Num                   | Coureur                    | Pos                   |
| 91                    | Sebastián Molano (COL)     | 24e                   |
| 92                    | Ivo Oliveira (POR) (route) | 112e                  |
| 94                    | Jonathan Guatibonza (COL)  | AB                    |
| 95                    | Álvaro Hodeg (COL)         | 115e                  |
| 96                    | Gibbe Staes (BEL)          | 92e                   |
| 97                    | Michael Vink (NZL)         | AB                    |

| Lotto Dstny LTD | Lotto Dstny LTD          | Lotto Dstny LTD |
| --------------- | ------------------------ | --------------- |
| Num             | Coureur                  | Pos             |
| 101             | Jacopo Guarnieri (ITA)   | 72e             |
| 102             | Joshua Giddings (GBR)    | 70e             |
| 103             | Sébastien Grignard (BEL) | 63e             |
| 104             | Mathijs Paasschens (NED) | 65e             |
| 105             | Liam Slock (BEL)         | 134e            |
| 106             | Lionel Taminiaux (BEL)   | 108e            |
| 107             | Jarne Van de Paar (BEL)  | 14e             |

| Astana Qazaqstan Team AST | Astana Qazaqstan Team AST | Astana Qazaqstan Team AST |
| ------------------------- | ------------------------- | ------------------------- |
| Num                       | Coureur                   | Pos                       |
| 111                       | Cees Bol (NED)            | 4e                        |
| 112                       | Yevgeniy Fedorov (KAZ)    | 122e                      |
| 113                       | Yevgeniy Gidich (KAZ)     | 101e                      |
| 114                       | Dmitriy Gruzdev (KAZ)     | 87e                       |
| 115                       | Michael Mørkøv (DEN)      | 102e                      |
| 116                       | Rüdiger Selig (GER)       | 45e                       |
| 117                       | Gleb Syritsa              | 121e                      |

| Israel-Premier Tech IPT | Israel-Premier Tech IPT      | Israel-Premier Tech IPT |
| ----------------------- | ---------------------------- | ----------------------- |
| Num                     | Coureur                      | Pos                     |
| 121                     | Hugo Hofstetter (FRA)        | 5e                      |
| 122                     | Itamar Einhorn (ISR) (route) | 29e                     |
| 123                     | Oded Kogut (ISR)             | 40e                     |
| 124                     | Riley Pickrell (CAN)         | 20e                     |
| 125                     | Nadav Raisberg (ISR)         | 38e                     |
| 126                     | Kiaan Watts (NZL)            | 58e                     |
| 127                     | Rick Zabel (GER)             | 118e                    |

| Uno-X Mobility UXM | Uno-X Mobility UXM       | Uno-X Mobility UXM |
| ------------------ | ------------------------ | ------------------ |
| Num                | Coureur                  | Pos                |
| 131                | Søren Wærenskjold (NOR)  | 6e                 |
| 132                | Louis Bendixen (DEN)     | 129e               |
| 133                | Stian Fredheim (NOR)     | 130e               |
| 134                | Tord Gudmestad (NOR)     | 55e                |
| 135                | Daniel Årnes (NOR)       | 128e               |
| 136                | William Blume Levy (DEN) | 30e                |
| 137                | Rasmus Bøgh Wallin (DEN) | 51e                |

| Bingoal WB BWB | Bingoal WB BWB            | Bingoal WB BWB |
| -------------- | ------------------------- | -------------- |
| Num            | Coureur                   | Pos            |
| 141            | Sasha Weemaes (BEL)       | 31e            |
| 142            | Louis Blouwe (BEL)        | 62e            |
| 143            | Luca De Meester (BEL)     | 52e            |
| 144            | Michiel Lambrecht (BEL)   | 47e            |
| 145            | Jens Reynders (BEL)       | 34e            |
| 146            | Aaron Van der Beken (BEL) | 48e            |
| 147            | Jelle Vermoote (BEL)      | 105e           |

| Team Flanders-Baloise TFB | Team Flanders-Baloise TFB | Team Flanders-Baloise TFB |
| ------------------------- | ------------------------- | ------------------------- |
| Num                       | Coureur                   | Pos                       |
| 152                       | Toon Clynhens (BEL)       | AB                        |
| 153                       | Siebe Deweirdt (BEL)      | 100e                      |
| 154                       | Jules Hesters (BEL)       | 136e                      |
| 155                       | Elias Maris (BEL)         | 67e                       |
| 156                       | Ward Vanhoof (BEL)        | 66e                       |
| 157                       | Vincent Van Hemelen (BEL) | 125e                      |

| Q36.5 Pro Cycling Team Q36 | Q36.5 Pro Cycling Team Q36 | Q36.5 Pro Cycling Team Q36 |
| -------------------------- | -------------------------- | -------------------------- |
| Num                        | Coureur                    | Pos                        |
| 161                        | Matteo Moschetti (ITA)     | 8e                         |
| 162                        | Joey Rosskopf (USA)        | 68e                        |
| 163                        | Negasi Abreha (ETH)        | 76e                        |
| 164                        | Mirko Bozzola (ITA)        | 74e                        |
| 165                        | Cyrus Monk (AUS)           | 75e                        |
| 166                        | Szymon Sajnok (POL)        | AB                         |
| 167                        | Rory Townsend (IRL)        | 53e                        |

| TDT-Unibet TDT | TDT-Unibet TDT              | TDT-Unibet TDT |
| -------------- | --------------------------- | -------------- |
| Num            | Coureur                     | Pos            |
| 171            | Davide Bomboi (BEL)         | 16e            |
| 172            | Hartthijs de Vries (NED)    | 81e            |
| 173            | Owen Geleijn (NED)          | 56e            |
| 174            | Axel Huens (FRA)            | 123e           |
| 175            | Sebastian Nielsen (DEN)     | 117e           |
| 176            | Nicklas Amdi Pedersen (DEN) | 116e           |
| 177            | Abram Stockman (BEL)        | 23e            |

| TotalEnergies TEN | TotalEnergies TEN       | TotalEnergies TEN |
| ----------------- | ----------------------- | ----------------- |
| Num               | Coureur                 | Pos               |
| 181               | Dries Van Gestel (BEL)  | 15e               |
| 182               | Lucas Boniface (FRA)    | 79e               |
| 183               | Thomas Gachignard (FRA) | 98e               |
| 184               | Sandy Dujardin (FRA)    | 85e               |
| 185               | Anthony Turgis (FRA)    | 80e               |
| 186               | Baptiste Vadic (FRA)    | AB                |

| Tudor Pro Cycling Team TUD | Tudor Pro Cycling Team TUD | Tudor Pro Cycling Team TUD |
| -------------------------- | -------------------------- | -------------------------- |
| Num                        | Coureur                    | Pos                        |
| 191                        | Arvid de Kleijn (NED)      | 13e                        |
| 192                        | Miká Heming (GER)          | 106e                       |
| 193                        | Alexander Krieger (GER)    | 43e                        |
| 194                        | Petr Kelemen (CZE)         | 109e                       |
| 195                        | Juan David Sierra (ITA)    | 133e                       |
| 196                        | Matteo Trentin (ITA)       | 10e                        |
| 197                        | Maikel Zijlaard (NED)      | 41e                        |

| BEAT Cycling Club BCY | BEAT Cycling Club BCY    | BEAT Cycling Club BCY |
| --------------------- | ------------------------ | --------------------- |
| Num                   | Coureur                  | Pos                   |
| 201                   | Michiel Coppens (BEL)    | 86e                   |
| 202                   | Bram Dissel (NED)        | 82e                   |
| 203                   | Wessel Krul (NED)        | AB                    |
| 204                   | Lars Loohuis (NED)       | 61e                   |
| 205                   | Stijn Appel (NED)        | 131e                  |
| 206                   | Tijmen Eising (NED)      | 96e                   |
| 207                   | Jeroen Van Krimpen (NED) | 54e                   |

| Tarteletto-Isorex TIS | Tarteletto-Isorex TIS   | Tarteletto-Isorex TIS |
| --------------------- | ----------------------- | --------------------- |
| Num                   | Coureur                 | Pos                   |
| 211                   | Timothy Dupont (BEL)    | 12e                   |
| 212                   | Bo Godart (BEL)         | AB                    |
| 213                   | Jonas Goeman (BEL)      | AB                    |
| 214                   | Thomas Joseph (BEL)     | 64e                   |
| 215                   | Arne Santy (BEL)        | 49e                   |
| 216                   | Peder Dahl Strand (NOR) | AB                    |
| 217                   | Mauro Verwilt (BEL)     | 88e                   |

| Alpecin-Deceuninck ADC | Alpecin-Deceuninck ADC  | Alpecin-Deceuninck ADC |
| ---------------------- | ----------------------- | ---------------------- |
| Num                    | Coureur                 | Pos                    |
| 1                      | Jasper Philipsen (BEL)  | 2e                     |
| 2                      | Simon Dehairs (BEL)     | 27e                    |
| 3                      | Robbe Ghys (BEL)        | 132e                   |
| 4                      | Kaden Groves (AUS)      | 107e                   |
| 5                      | Edward Planckaert (BEL) | 84e                    |
| 6                      | Senne Leysen (BEL)      | 99e                    |
| 7                      | Ramon Sinkeldam (NED)   | 83e                    |

| Soudal Quick-Step SOQ | Soudal Quick-Step SOQ    | Soudal Quick-Step SOQ |
| --------------------- | ------------------------ | --------------------- |
| Num                   | Coureur                  | Pos                   |
| 11                    | Tim Merlier (BEL)        | 1er                   |
| 12                    | Gianni Moscon (ITA)      | 44e                   |
| 13                    | Casper Pedersen (DEN)    | 97e                   |
| 14                    | Luke Lamperti (USA)      | 42e                   |
| 15                    | Bert Van Lerberghe (BEL) | 36e                   |
| 16                    | Warre Vangheluwe (BEL)   | 135e                  |
| 17                    | Jordi Warlop (BEL)       | 103e                  |

| Intermarché-Wanty IWA | Intermarché-Wanty IWA           | Intermarché-Wanty IWA |
| --------------------- | ------------------------------- | --------------------- |
| Num                   | Coureur                         | Pos                   |
| 21                    | Gerben Thijssen (BEL)           | AB                    |
| 22                    | Huub Artz (NED)                 | 22e                   |
| 23                    | Madis Mihkels (EST)             | 9e                    |
| 24                    | Arne Marit (BEL)                | AB                    |
| 25                    | Baptiste Planckaert (BEL)       | 95e                   |
| 26                    | Gijs Van Hoecke (BEL)           | 57e                   |
| 27                    | Roel van Sintmaartensdijk (NED) | 60e                   |

| Arkéa-B&B Hotels ARK | Arkéa-B&B Hotels ARK   | Arkéa-B&B Hotels ARK |
| -------------------- | ---------------------- | -------------------- |
| Num                  | Coureur                | Pos                  |
| 31                   | Luca Mozzato (ITA)     | 17e                  |
| 32                   | Jenthe Biermans (BEL)  | 35e                  |
| 33                   | Donavan Grondin (FRA)  | 37e                  |
| 34                   | Lucas Janssen (NED)    | 59e                  |
| 35                   | Daniel McLay (GBR)     | 19e                  |
| 36                   | Florian Sénéchal (FRA) | NP                   |
| 37                   | Miles Scotson (AUS)    | 110e                 |

| Bora-Hansgrohe BOH | Bora-Hansgrohe BOH     | Bora-Hansgrohe BOH |
| ------------------ | ---------------------- | ------------------ |
| Num                | Coureur                | Pos                |
| 41                 | Sam Welsford (AUS)     | 7e                 |
| 42                 | Nico Denz (GER)        | 113e               |
| 43                 | Marco Haller (AUT)     | 119e               |
| 44                 | Emil Herzog (GER)      | 137e               |
| 45                 | Filip Maciejuk (POL)   | 89e                |
| 46                 | Ryan Mullen (IRL)      | 114e               |
| 47                 | Danny van Poppel (NED) | 25e                |

| Cofidis COF | Cofidis COF                 | Cofidis COF |
| ----------- | --------------------------- | ----------- |
| Num         | Coureur                     | Pos         |
| 51          | Stanisław Aniołkowski (POL) | 28e         |
| 52          | Piet Allegaert (BEL)        | 11e         |
| 53          | Aimé De Gendt (BEL)         | 104e        |
| 55          | Christophe Noppe (BEL)      | 78e         |
| 56          | Alexis Renard (FRA)         | 33e         |
| 57          | Ludovic Robeet (BEL)        | 127e        |

| Lidl-Trek LTK | Lidl-Trek LTK               | Lidl-Trek LTK |
| ------------- | --------------------------- | ------------- |
| Num           | Coureur                     | Pos           |
| 61            | Edward Theuns (BEL)         | 21e           |
| 62            | Tim Declercq (BEL)          | 93e           |
| 63            | Jakob Söderqvist (SWE)      | 120e          |
| 64            | Daan Hoole (NED)            | 111e          |
| 65            | Tim Torn Teutenberg (GER)   | 32e           |
| 66            | Mathias Vacek (CZE) (route) | 90e           |
| 67            | Otto Vergaerde (BEL)        | 91e           |

| Team dsm-firmenich PostNL DFP | Team dsm-firmenich PostNL DFP | Team dsm-firmenich PostNL DFP |
| ----------------------------- | ----------------------------- | ----------------------------- |
| Num                           | Coureur                       | Pos                           |
| 71                            | Casper van Uden (NED)         | 18e                           |
| 72                            | Pavel Bittner (CZE)           | 94e                           |
| 73                            | Benjamin Peatfield (GBR)      | 73e                           |
| 74                            | Niklas Märkl (GER)            | 46e                           |
| 75                            | Tim Naberman (NED)            | 124e                          |
| 76                            | Frank Aron Ragilo (EST)       | 77e                           |
| 77                            | Bram Welten (NED)             | 71e                           |

| Team Jayco AlUla JAY | Team Jayco AlUla JAY        | Team Jayco AlUla JAY |
| -------------------- | --------------------------- | -------------------- |
| Num                  | Coureur                     | Pos                  |
| 81                   | Dylan Groenewegen (NED)     | 3e                   |
| 82                   | Amund Grøndahl Jansen (NOR) | AB                   |
| 83                   | Luka Mezgec (SLO)           | 26e                  |
| 84                   | Kelland O'Brien (AUS)       | 126e                 |
| 85                   | Blake Quick (AUS)           | 39e                  |
| 86                   | Elmar Reinders (NED)        | 50e                  |
| 87                   | Max Walscheid (GER)         | 69e                  |

| UAE Team Emirates UAD | UAE Team Emirates UAD      | UAE Team Emirates UAD |
| --------------------- | -------------------------- | --------------------- |
| Num                   | Coureur                    | Pos                   |
| 91                    | Sebastián Molano (COL)     | 24e                   |
| 92                    | Ivo Oliveira (POR) (route) | 112e                  |
| 94                    | Jonathan Guatibonza (COL)  | AB                    |
| 95                    | Álvaro Hodeg (COL)         | 115e                  |
| 96                    | Gibbe Staes (BEL)          | 92e                   |
| 97                    | Michael Vink (NZL)         | AB                    |

| Lotto Dstny LTD | Lotto Dstny LTD          | Lotto Dstny LTD |
| --------------- | ------------------------ | --------------- |
| Num             | Coureur                  | Pos             |
| 101             | Jacopo Guarnieri (ITA)   | 72e             |
| 102             | Joshua Giddings (GBR)    | 70e             |
| 103             | Sébastien Grignard (BEL) | 63e             |
| 104             | Mathijs Paasschens (NED) | 65e             |
| 105             | Liam Slock (BEL)         | 134e            |
| 106             | Lionel Taminiaux (BEL)   | 108e            |
| 107             | Jarne Van de Paar (BEL)  | 14e             |

| Astana Qazaqstan Team AST | Astana Qazaqstan Team AST | Astana Qazaqstan Team AST |
| ------------------------- | ------------------------- | ------------------------- |
| Num                       | Coureur                   | Pos                       |
| 111                       | Cees Bol (NED)            | 4e                        |
| 112                       | Yevgeniy Fedorov (KAZ)    | 122e                      |
| 113                       | Yevgeniy Gidich (KAZ)     | 101e                      |
| 114                       | Dmitriy Gruzdev (KAZ)     | 87e                       |
| 115                       | Michael Mørkøv (DEN)      | 102e                      |
| 116                       | Rüdiger Selig (GER)       | 45e                       |
| 117                       | Gleb Syritsa              | 121e                      |

| Israel-Premier Tech IPT | Israel-Premier Tech IPT      | Israel-Premier Tech IPT |
| ----------------------- | ---------------------------- | ----------------------- |
| Num                     | Coureur                      | Pos                     |
| 121                     | Hugo Hofstetter (FRA)        | 5e                      |
| 122                     | Itamar Einhorn (ISR) (route) | 29e                     |
| 123                     | Oded Kogut (ISR)             | 40e                     |
| 124                     | Riley Pickrell (CAN)         | 20e                     |
| 125                     | Nadav Raisberg (ISR)         | 38e                     |
| 126                     | Kiaan Watts (NZL)            | 58e                     |
| 127                     | Rick Zabel (GER)             | 118e                    |

| Uno-X Mobility UXM | Uno-X Mobility UXM       | Uno-X Mobility UXM |
| ------------------ | ------------------------ | ------------------ |
| Num                | Coureur                  | Pos                |
| 131                | Søren Wærenskjold (NOR)  | 6e                 |
| 132                | Louis Bendixen (DEN)     | 129e               |
| 133                | Stian Fredheim (NOR)     | 130e               |
| 134                | Tord Gudmestad (NOR)     | 55e                |
| 135                | Daniel Årnes (NOR)       | 128e               |
| 136                | William Blume Levy (DEN) | 30e                |
| 137                | Rasmus Bøgh Wallin (DEN) | 51e                |

| Bingoal WB BWB | Bingoal WB BWB            | Bingoal WB BWB |
| -------------- | ------------------------- | -------------- |
| Num            | Coureur                   | Pos            |
| 141            | Sasha Weemaes (BEL)       | 31e            |
| 142            | Louis Blouwe (BEL)        | 62e            |
| 143            | Luca De Meester (BEL)     | 52e            |
| 144            | Michiel Lambrecht (BEL)   | 47e            |
| 145            | Jens Reynders (BEL)       | 34e            |
| 146            | Aaron Van der Beken (BEL) | 48e            |
| 147            | Jelle Vermoote (BEL)      | 105e           |

| Team Flanders-Baloise TFB | Team Flanders-Baloise TFB | Team Flanders-Baloise TFB |
| ------------------------- | ------------------------- | ------------------------- |
| Num                       | Coureur                   | Pos                       |
| 152                       | Toon Clynhens (BEL)       | AB                        |
| 153                       | Siebe Deweirdt (BEL)      | 100e                      |
| 154                       | Jules Hesters (BEL)       | 136e                      |
| 155                       | Elias Maris (BEL)         | 67e                       |
| 156                       | Ward Vanhoof (BEL)        | 66e                       |
| 157                       | Vincent Van Hemelen (BEL) | 125e                      |

| Q36.5 Pro Cycling Team Q36 | Q36.5 Pro Cycling Team Q36 | Q36.5 Pro Cycling Team Q36 |
| -------------------------- | -------------------------- | -------------------------- |
| Num                        | Coureur                    | Pos                        |
| 161                        | Matteo Moschetti (ITA)     | 8e                         |
| 162                        | Joey Rosskopf (USA)        | 68e                        |
| 163                        | Negasi Abreha (ETH)        | 76e                        |
| 164                        | Mirko Bozzola (ITA)        | 74e                        |
| 165                        | Cyrus Monk (AUS)           | 75e                        |
| 166                        | Szymon Sajnok (POL)        | AB                         |
| 167                        | Rory Townsend (IRL)        | 53e                        |

| TDT-Unibet TDT | TDT-Unibet TDT              | TDT-Unibet TDT |
| -------------- | --------------------------- | -------------- |
| Num            | Coureur                     | Pos            |
| 171            | Davide Bomboi (BEL)         | 16e            |
| 172            | Hartthijs de Vries (NED)    | 81e            |
| 173            | Owen Geleijn (NED)          | 56e            |
| 174            | Axel Huens (FRA)            | 123e           |
| 175            | Sebastian Nielsen (DEN)     | 117e           |
| 176            | Nicklas Amdi Pedersen (DEN) | 116e           |
| 177            | Abram Stockman (BEL)        | 23e            |

| TotalEnergies TEN | TotalEnergies TEN       | TotalEnergies TEN |
| ----------------- | ----------------------- | ----------------- |
| Num               | Coureur                 | Pos               |
| 181               | Dries Van Gestel (BEL)  | 15e               |
| 182               | Lucas Boniface (FRA)    | 79e               |
| 183               | Thomas Gachignard (FRA) | 98e               |
| 184               | Sandy Dujardin (FRA)    | 85e               |
| 185               | Anthony Turgis (FRA)    | 80e               |
| 186               | Baptiste Vadic (FRA)    | AB                |

| Tudor Pro Cycling Team TUD | Tudor Pro Cycling Team TUD | Tudor Pro Cycling Team TUD |
| -------------------------- | -------------------------- | -------------------------- |
| Num                        | Coureur                    | Pos                        |
| 191                        | Arvid de Kleijn (NED)      | 13e                        |
| 192                        | Miká Heming (GER)          | 106e                       |
| 193                        | Alexander Krieger (GER)    | 43e                        |
| 194                        | Petr Kelemen (CZE)         | 109e                       |
| 195                        | Juan David Sierra (ITA)    | 133e                       |
| 196                        | Matteo Trentin (ITA)       | 10e                        |
| 197                        | Maikel Zijlaard (NED)      | 41e                        |

| BEAT Cycling Club BCY | BEAT Cycling Club BCY    | BEAT Cycling Club BCY |
| --------------------- | ------------------------ | --------------------- |
| Num                   | Coureur                  | Pos                   |
| 201                   | Michiel Coppens (BEL)    | 86e                   |
| 202                   | Bram Dissel (NED)        | 82e                   |
| 203                   | Wessel Krul (NED)        | AB                    |
| 204                   | Lars Loohuis (NED)       | 61e                   |
| 205                   | Stijn Appel (NED)        | 131e                  |
| 206                   | Tijmen Eising (NED)      | 96e                   |
| 207                   | Jeroen Van Krimpen (NED) | 54e                   |

| Tarteletto-Isorex TIS | Tarteletto-Isorex TIS   | Tarteletto-Isorex TIS |
| --------------------- | ----------------------- | --------------------- |
| Num                   | Coureur                 | Pos                   |
| 211                   | Timothy Dupont (BEL)    | 12e                   |
| 212                   | Bo Godart (BEL)         | AB                    |
| 213                   | Jonas Goeman (BEL)      | AB                    |
| 214                   | Thomas Joseph (BEL)     | 64e                   |
| 215                   | Arne Santy (BEL)        | 49e                   |
| 216                   | Peder Dahl Strand (NOR) | AB                    |
| 217                   | Mauro Verwilt (BEL)     | 88e                   |